# Ana Iriarte
Ana Iriarte Goñi, née à Pampelune en 1956, est une helléniste espagnole, historienne du monde antique, formée en France, qui s'intéresse à la question féminine. Elle est professeur à l'université du Pays basque à Vitoria.

## Carrière
Ana Iriarte fait ses études supérieures à Paris pour se former auprès des meilleurs hellénistes français. Sa thèse à la EHESS porte sur Cassandre, en tant que prophétesse et visionnaire de la parole féminine. Elle obtient son doctorat en 1986 à l'EHESS en histoire et civilisations de l'Antiquité, sous la direction de Nicole Loraux (dont elle a traduit des ouvrages). Sa thèse s'intitule Parole énigmatique, parole féminine qu'elle soutient en français.
Elle est professeur titulaire d'histoire antique en 1991 à la faculté d'histoire-géographie de l'université de Vitoria. C'est aujourd'hui une chaire. Le professeur Ana Iriarte se spécialise dans la Grèce classique. Ses recherches portent sur l'anthropologie historique grecque, le théâtre attique et la démocratie, ainsi que les problèmes d'identité sexuelle et la mythologie. Elle a participé à des travaux sur la perception de l'« autre » dans la civilisation classique (1994), sur la pensée, la société et la tradition mythique en Grèce antique (1999), ainsi que sur la violence dans la tradition grecque (2000).
Actuellement, elle collabore à des recherches en coordination avec un groupe d'hellénistes de Paris et un autre de Buenos Aires. Elle appartient au comité directeur de l'association espagnole d'investigation sur l'histoire des femmes (AEIHM), en tant que porte-parole.

## Publications
- (fr) L'Ogresse contre Thèbes, in: Mètis, II, 2, pp.91-108, 1987
- (es) Dos parthénoi en el escudo de Partenopeo, in: Revista de Occidente, 91, pp.65-80, 1988
- (fr) La Terre de Delphes, in: Sources, travaux historiques, 14, pp.3-15, 1988
- (es) Las redes del enigma. Voces femininas en el pensiamento griego, Madrid, Taurus, 1990 (d'après sa thèse de doctorat publiée en français)
- (es) El cine y el mundo antiguo (coll. A. Duplà), Bilbao, UPV, 1990
- (fr) Le Chant miroir des sirènes, in: Mètis, VIII, 1-2, pp. 147-149, 1993
- (fr) Traits féminins de la mémoire, in: « La Grèce ancienne et l'anthropologie de l'antiquité », Mètis, IX-X, pp. 315-326, 1994
- (es) Democracia y tragedia: la era de Pericles, Madrid, Akal, 1996
- (es) Safo. La poeta y su mundo, Madrid, Ediciones Clásicas, 1997
- (es) Los dioses olímpicos. Edades y funciones, Madrid Ediciones Clásicas, 1999 (avec J. Bartolomé)
- (es) De Amazonas a ciudadanos. Pretexto ginecocrático y patriarcado en la antigua Grecia, Madrid, Akal, 2002
- (es) El ciudadano al desnudo y los seres encubiertos, in: Veleia, 20, pp.273-296, 2003
- (es) Las Atenas de Pericles, in « National Geographic Historia », N°6, pp.47-59, 2004
- (fr) Le Tissage de la nudité, in: Problèmes du genre dans l'antiquité, V. Sebillote, Paris, Publications de la Sorbonne, 2005
- (es) Entre Ares y Afrodita. Violencia del erotismo y erótica de la violencia en la Grecia antigua, Madrid, Abada, 2008 (avec Marta González)
- (es) Historiografía y mundo griego, UPV, 2011

## Source
- (es) Cet article est partiellement ou en totalité issu de l’article de Wikipédia en espagnol intitulé « Ana Iriarte » (voir la liste des auteurs).